# Saved (album van Bob Dylan)
Saved is het 20e studio-album van Bob Dylan, uitgebracht op 23 juni 1980 op Columbia Records en is het tweede album van Dylans christelijke drieluik. De meeste nummers schreef Dylan in de periode tussen de release van het vorige album Slow Train Coming en de daar op volgende Gospel Tour.  Saved is dogmatischer dan zijn voorganger en getuigt van het naderend eind der tijden. Tijdens deze tour ontstonden de arrangementen, die voor het album gebruikt zouden worden. De opnames vonden plaats na afloop van deel 2 van deze tour. Producers waren weer Barry Beckett en Jerry Wexler en de studio was weer de Muscle Shoals Sound Studio in Sheffield in Alabama. De studiomusici waren dezelfde als die van de Gospel Tour, te weten Tim Drummond op basgitaar, Jim Keltner op drums, Spooner Oldham en Terry Young op toetsen en Fred Tackett op gitaar. Het gospelkoor bestond uit Regina Havis, Clydie King en Mona Lisa Young. Als gast in zijn eigen studio speelde Barry Becket op orgel.
Het album werd in vijf dagen opgenomen in de week van 11 februari 1980.

## De nummers
Alle muziek en teksten zijn geschreven door Bob Dylan, behalve waar aangegeven. 
| 1.                 | A Satisfied Mind       | Red Hayes, Jack Rhodes  | 1:57 |
| 2.                 | Saved                  | Tim Drummond, Bob Dylan | 4:00 |
| 3.                 | Covenant Woman         |                         | 6:02 |
| 4.                 | What Can I Do for You? |                         | 5:54 |
| 5.                 | Solid Rock             |                         | 3:55 |
| Totale duur: 21:48 |                        |                         |      |

| 1.                 | Pressing On   | 5:11 |
| 2.                 | In the Garden | 5:58 |
| 3.                 | Saving Grace  | 5:01 |
| 4.                 | Are You Ready | 4:41 |
| Totale duur: 20:51 |               |      |

## Hitnoteringen
Het album bereikte nummer 24 op de Billboard 200, nummer 3 op de UK Albums Chart en nummer 31 in Nederland.

## Kritiek
Het album werd over het algemeen slecht beoordeeld, de teksten werden beschouwd als religieuze clichés of als christelijke dogma's op muziek. Alleen de muzikantengroep werd door Kurt Loder in Rolling Stone beschouwd als een van de beste, die Dylan heeft gehad.
- MusicBrainz release group: a11f33bf-1573-3b99-bcc6-d0c6e6592bcd